# Norberto Fuentes
Norberto Fuentes (L'Havana, Cuba, 1943) és un escriptor i periodista cubà. Un dels seus darrers llibres, "autobiografia de Fidel Castro" ha estat venut a prestigioses cases de publicacions d'Europa.
Fuentes es va donar a conèixer en el seu país d'origen per la seva col·lecció de contes "Condenados del condado", obra per la qual va ser guardonat, en l'any 1968, amb el premi "Casa de las Américas".
L'escriptor, que va ser amic molt proper de Fidel i Raúl Castro durant un temps, va intentar escapar de l'illa, però va ser detingut i posteriorment posat en llibertat per la intervenció directa dels escriptors Gabriel García Márquez i William J. Kennedy. Actualment resideix als Estats Units des del seu alliberament.

## Obra
- Hemingway en Cuba
- Ernest Hemingway: Redescubierto
- Dulces guerreros cubanos
- Condenados de Condado
- Posición Uno
- El último santuario
- Autobiografía de Fidel Castro